# Арз (река)
Арз (фр. Arz) је река у Француској. Дуга је 66 km. Улива се у Уст. 